# Kościół Santa Maria degli Angeli di Murano
Santa Maria degli Angeli di Murano (pl. kościół Matki Bożej Anielskiej na Murano) – rzymskokatolicki kościół w Wenecji, na wyspie Murano. Dawny kościół klasztorny zakonu augustianek. Administracyjnie należy do Patriarchatu Wenecji. Jest kościołem filialnym w parafii San Pietro Martire, wchodzącej w skład dekanatu Cannaregio – Estuario.

## Historia

### XI–XVIII w.
W 1188 roku Ginevra Gradenigo i Giacomina Boncio założyły na dzisiejszym miejscu kościół i klasztor pod wezwaniem Matki Bożej Anielskiej, w którym zamieszkało kilka zakonnic, żyjących według reguły św. Augustyna; klasztor z czasem zyskał na znaczeniu, przyjmując kobiety z weneckiego patrycjatu. Z 1429 roku pochodzą wiadomości o rozbudowie klasztoru, która jednak okazała się niewystarczająca w stosunku do dużej liczby mieszkających w nim zakonnic. W 1490 roku zakonnice zyskały na mocy decyzji papieża Innocentego VIII przywilej przeniesienia beneficjów ze zniesionego klasztoru Santa Maria dell'Ospitale di Piave w Lovadinie, należącego do zakonu cystersów. W latach 1494–1529 kościół przeszedł proces renowacji i rozbudowy, po czym został ponownie konsekrowany. Rozbudowa była możliwa dzięki wsparciu rodu Barbarigo, a zwłaszcza Agostina Barbarigo, który pełnił tu funkcję prokuratora, a później został wybrany na dożę.

### XIX w.
Na mocy dekretu napoleońskiego Królestwa Włoch z 5 czerwca 1805 roku (oraz kolejnych dekretów) zainicjowano w Wenecji proces kasat i przekształceń kościołów i klasztorów oraz zmian granic parafii. 1 lipca 1806 roku klasztor augustianek, który dotąd podlegał bezpośrednio Stolicy Apostolskiej ciesząc się wielkimi przywilejami i immunitetami, stał się, na mocy dekretu z 8 czerwca 1805 roku, własnością państwa, a 12 maja 1810 roku został zniesiony. Cenne dzieła sztuki przeniesiono do kościoła parafialnego San Pietro Martire, zaś chór zakonny (tzw. barco) został rozebrany. Przed 1830 rokiem z kościoła usunięto organy, a emporę muzyczną rozebrano. W 1832 roku został rozebrany budynek klasztoru. Kościół zamknięto w 1848 roku, ponieważ groził zawaleniem, jednak 12 lipca 1863 roku został ponownie otwarty. W latach 1871–1872 miejsce zajmowane przedtem przez barco zamurowano, po czym zbudowano trzypiętrowe pomieszczenia dla organizacji charytatywnej. Stan techniczny kościoła tymczasem uległ pogorszeniu. Grożący zawaleniem ołtarz główny wymusił decyzję usunięcia obrazów z wnętrza i przeniesienia części z nich do innych kościołów na Murano, a części do Akademii Sztuk Pięknych (niektóre obrazy Tintoretta i obraz ołtarza głównego pędzla Il Pordenone), podczas gdy gobeliny przeniesiono do siedziby muzeum szkła. Po zakończeniu tych działań kościół w 1902 roku zamknięto.

### XX w.
W 1932 roku a prośbę kapłanów z San Pietro Martire rozpoczęto działania na rzecz gruntownej renowacji kościoła, w trakcie której między innymi wzmocniono ściany świątyni, wydobyto spod tynku niektóre freski, naprawiono drewniany, kasetonowy strop i marmurową posadzkę. Przywrócono XVIII-wieczne zbiory, przywrócono obrazy, przechowywane w innych kościołach i obiektach, a także urządzono na nowo zakrystię. Prace zostały zakończone w 1935 roku, po czym kościół ponownie otwarto dla potrzeb kultu.
W 1996 roku została poddana renowacji zewnętrzna część kościoła. Wymieniono pokrycie dachów, wzmocniono ściany poprzez wstawienie prętów ze stali nierdzewnej, położono na nowo zewnętrzne tynki po stronie prezbiterium i stronie zachodniej oraz zabezpieczono części muru od strony wschodniej za pomocą tymczasowych podpór.

## Architektura

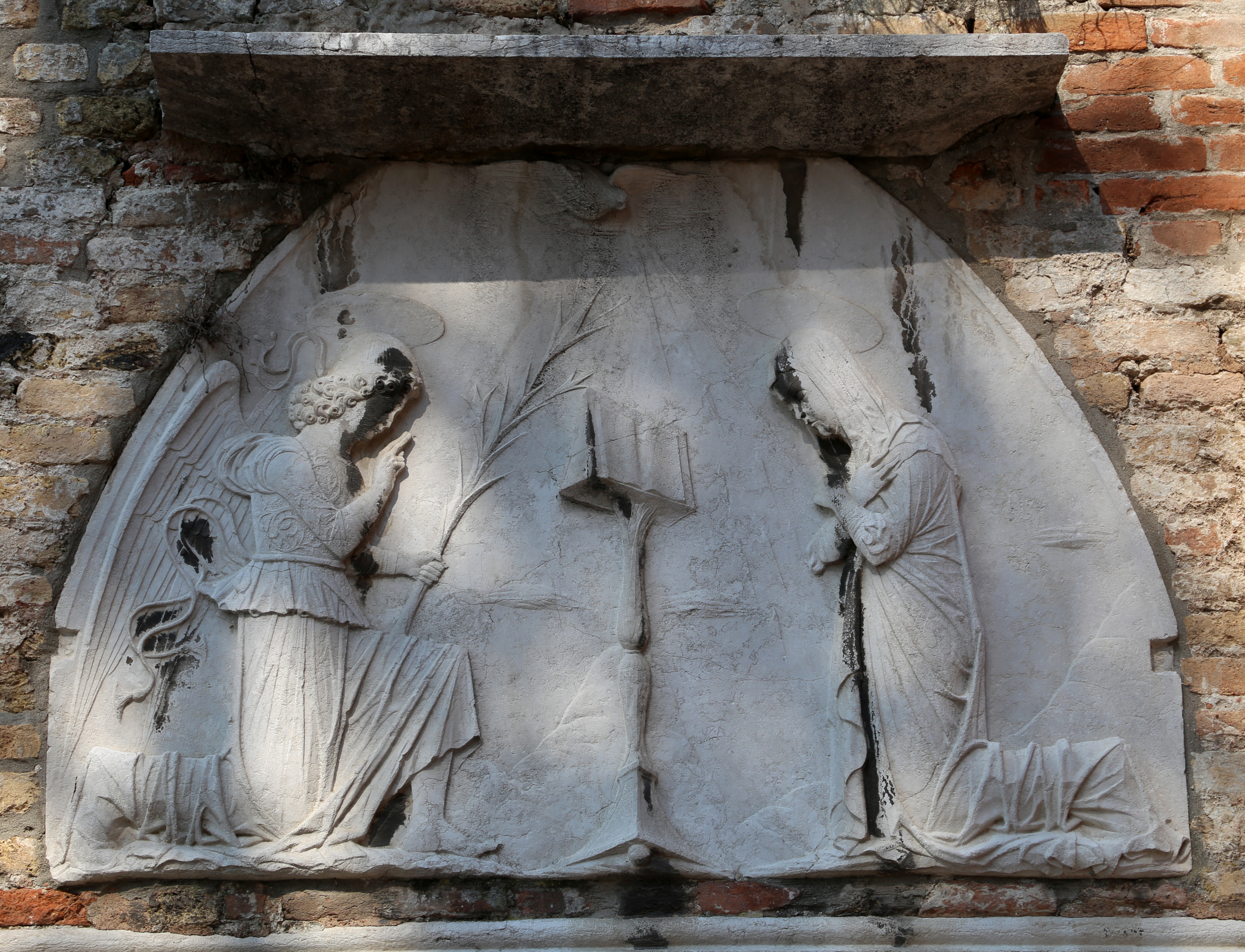
Zwiastowanie

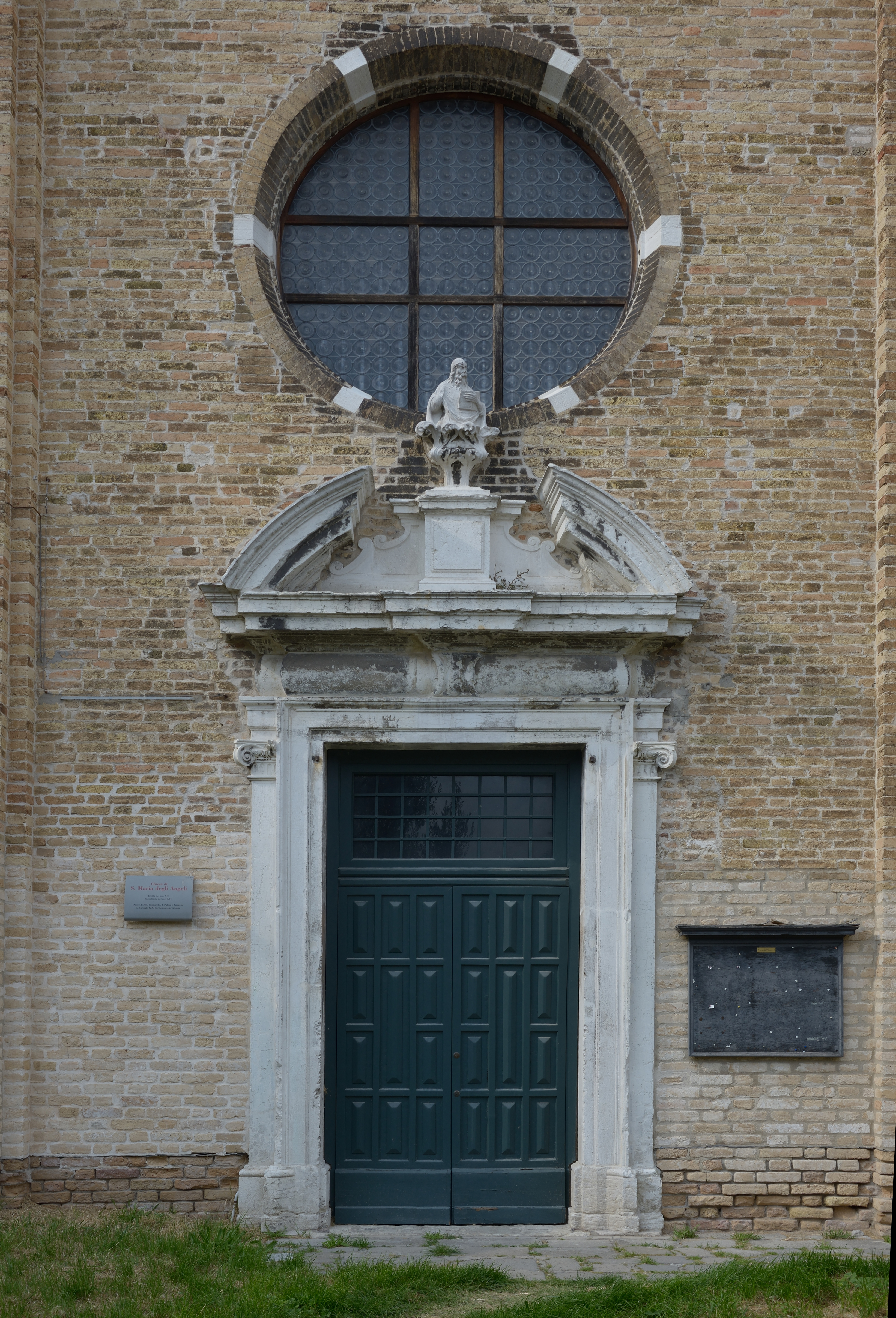
Portal

### Fasada
Kościół Santa Maria degli Angeli jest położony na zachodnim krańcu wyspy Murano. Z jego lewej strony stoi kampanila. Fasada jest podzielona na trzy części przez pilastry podtrzymujące kamienny gzyms, nad którym wznosi się tympanon z centralnie umieszczonym oknem. Fasada została przepruta dwoma rzędami łukowych okien i oknem rozetowym. W przyziemu znajduje się portal, zwieńczony przełamanym tympanonem. Ściana wschodnia, z nieotynkowanej cegły, została przepruta łukowymi oknami i rozczłonkowana czterema pilastrami, ścianę północną natomiast otynkowano. Wejście do kościoła prowadzi przez boczną bramę, nad którą znajduje się płaskorzeźba Zwiastowanie z początku XVI wieku, opisana przez Ruskina jako „pełna gracji”.

## Wnętrze
Wnętrze, poprzedzone długim przedsionkiem, tworzy pojedyncza nawa przekryta płaskim, kasetonowym stropem i oświetlona dużymi, łukowymi oknami. Nawę zamyka z przodu obszerne prezbiterium na planie kwadratu, sklepione kopułą wspartą na pendentywach. 

### Prezbiterium
Wyposażenie wnętrza jest efektem restauracji z 1935 roku. Ołtarz główny, zbudowany na przełomie XVII i XVIII wieku przez braci Marinali, jest jednym z najciekawszych przykładów kwiecistego baroku. Mensa ołtarzowa spoczywa na marmurowej grupie rzeźbiarskiej, przedstawiającej Wiarę, Nadzieję i Miłość. Bogato zdobione tabernakulum wspiera się na marmurowej podstawie, inkrustowanej masą perłową i jaspisem. Nad mensą ołtarzową wznosi majestatyczna marmurowa kompozycja z cherubinami i aniołami podtrzymującymi ramę inkrustowaną masą perłową, w której znajduje się obraz Zwiastowanie namalowany w 1587 roku przez Il Pordenone. Na lewej ścianie prezbiterium umieszczony jest pomnik Jacopa Soranzo z popiersiem wyrzeźbionym przez Alessandra Vittorię.

### Nawa
Po bokach łuku oddzielającego prezbiterium od nawy znajdują się dwa małe ołtarze w stylu barokowym, wykonane z marmuru karraryjskiego. W ramach widnieją dwa obrazy Salviatiego: Chrystus ukazujący się Marii Magdalenie i Chrystus zdjęty z krzyża.
Przy ścianach bocznych nawy stoją dwa ołtarze, ozdobione płaskorzeźbami z marmuru karraryjskiego. W prawym znajduje się obraz Palmy młodszego przedstawiający Maryję Dziewicę i Świętych, natomiast w lewym, ozdobionym posągami św. Augustyna i św. Wawrzyńca, płótno Pietra Daminiego Maryja Dziewica w chwale.
Nad drzwiami zakrystii znajduje się chór muzyczny (bez pierwotnych organów) wykonany z żółtego marmuru z intarsjami z masy perłowej, odzyskany podczas renowacji w 1935 roku z kościoła San Pietro Martire, gdzie był używany jako wielka ambona.
Strop nawy zdobi 39 malowanych paneli z około 1495 roku pędzla Nicolò Rondinellego z Rawenny, asystenta Giovanniego Belliniego. Panele przedstawiające proroków, apostołów i ewangelistów oraz Doktorów Kościoła otaczają panel centralny, mający za temat Koronację Maryi Dziewicy.

## Związek z Casanovą
Jedna z licznych kochanek Casanovy, Caterina Capretta, została przeniesiona do tutejszego klasztoru, kiedy wiosną 1753 roku za jego sprawą zaszła w ciążę.